# ビヤルクタンガール

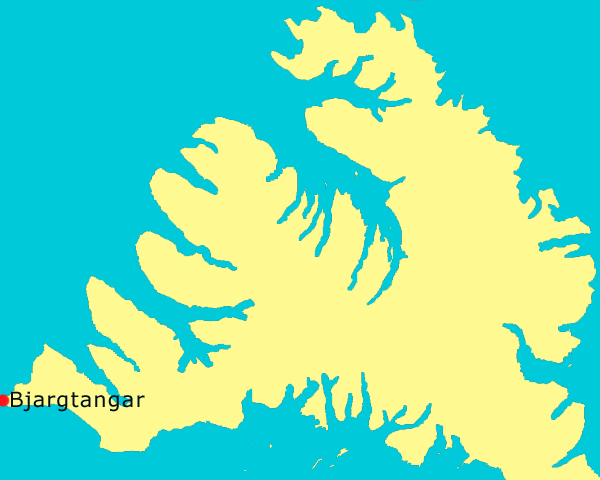
ビヤルクタンガールの位置

ビヤルクタンガールまたはピャルクタウンカル（アイスランド語発音: [ˈpjarkˌtʰauŋkar̥]、地域的にはピャルクタンカル [-ˌtʰaŋkar̥]とも）は、アイスランドの最西端であり、アゾレス諸島の一部を除いてヨーロッパの最西端である。バルザストランダルシスラ地域にある。標準時がUTC+0の地域の最西端でもある。